# Dana Incorporated

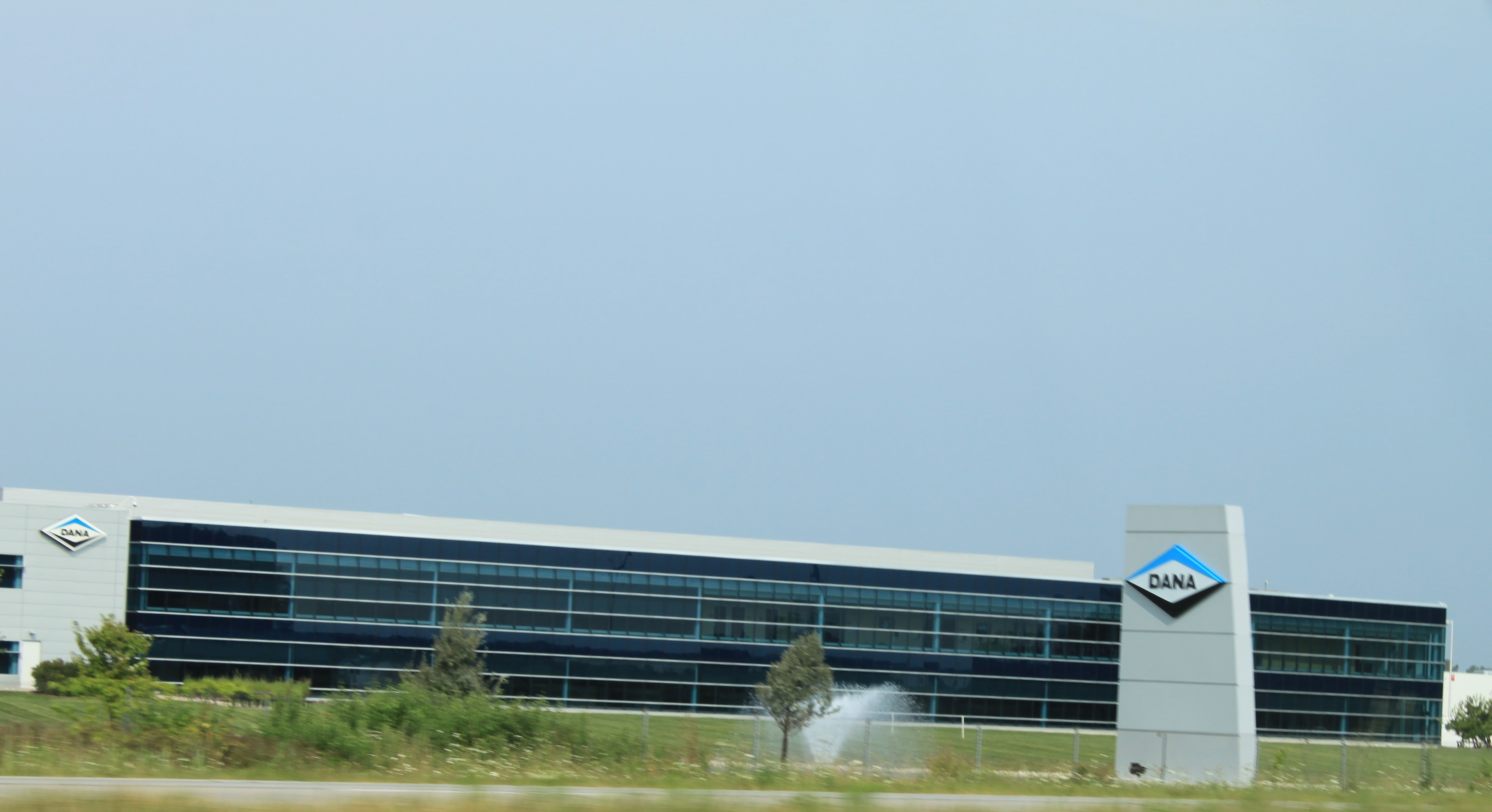
Hauptsitz des Unternehmens in Maumee

Dana Incorporated ist ein US-amerikanischer Automobilzulieferer mit Sitz in Maumee im Bundesstaat Ohio. 

## Geschichte
Das Unternehmen wurde 1904 von Clarence Spicer unter dem Namen C.W. Spicer in Plainfield, New Jersey, gegründet, wo er, durch ihn patentierte, ummantelte Kreuzgelenke fertigte. Die ersten Kreuzgelenke, die in den Vereinigten Staaten bis heute auch manchmal Spicer-Joints genannt werden, wurden der Corbin Motor Vehicle Company in Connecticut zugeliefert. Bald darauf zählten auch Buick, Olds Motor Works und Mack Brothers zu den Kunden. Im Jahr 1914 übernahm der Anwalt Charles Dana einen Kontrollanteil an der Gesellschaft und stieg in leitende Tätigkeiten im Unternehmen auf. Eine wichtige Unternehmensübernahme wurde 1919 vollzogen: mit der Salisbury Axle Company wurde ein wichtiger Hersteller von Fahrzeugachsen in das Unternehmen eingegliedert. Neun Jahre später, 1928, verlegte Spicer den Firmensitz in die Region um Toledo, um von der größeren Nähe zur Automobilstadt Detroit zu profitieren. Nachdem Firmengründer Spicer 1939 gestorben war, wurde sein Unternehmen 1946 in Dana Corporation umbenannt, der Name Spicer wurde jedoch weiterhin als Markenname für Produkte mit Bezug auf den Antriebsstrang verwendet. 1993 übernahm das Unternehmen die deutsche Reinz-Dichtungs-GmbH in Neu-Ulm.
Seit 1997 ist Clark-Hurth (Getriebe und Achsen) Teil des Dana-Konzerns. Clark-Hurth wurde von Ingersoll Rand übernommen. Ein Übernahmeversuch durch den Konkurrenten ArvinMeritor im Jahr 2003 war nicht erfolgreich. Heute unterhält Dana 139 Betriebsstätten in 33 Ländern. Dana produziert heute unter anderem Achsen, Antriebsstränge und Getriebe für die internationale Automobilindustrie. Im Geschäftsjahr 2017 zeichnete Ford für 22 % aller Aufträge verantwortlich.
Seit 1922 ist das Unternehmen börsennotiert. Dana wird auf der Fortune 500-Liste der umsatzstärksten US-Unternehmen geführt.